# Пиып

Пиып (кор. 비읍) — шестая буква корейского алфавита.
- П — в начале слова и в конце слова, а также после всех согласных,[4] кроме миым, ниын, иын, риыль и перед всеми согласными, кроме миым, ниын и риыль.
- Б — между гласными и после согласных миым, ниын, иын и риыль.[4]
- М — перед согласными миым, ниын, риыль.

## Пиып-исключения
В некоторых случаях корни и основы слов, оканчивающиеся на ㅂ при добавлении к корню или основе гласного звука меняются: в двух случаях (돕다 и 곱다) ㅂ меняется на 오, во всех остальных на 우, которая переходит в начало следующего слога.

## Сравнения и омоглифы
- Мо (кхмерская буква) — ម